# آرامگاه (فیلم ۲۰۰۷)
«آرامگاه» (انگلیسی: The Tomb (2007 film)) فیلمی در ژانر ترسناک است.